# 공장 노동자들의 퇴근
《공장 노동자들의 퇴근》(Employees Leaving The Lumiere Factory, La Sortie Des Usines Lumiere)은 프랑스에서 제작된 루이 뤼미에르 감독의 1895년 흑백 무성 다큐멘터리 영화이다. 현존하는 필름 가운데 역사상 가장 오래된 영화로 종종 언급되기도 하지만 루이 르 프린스의 1888년 라운드헤이 가든 씬이 6년 반이나 더 앞선다.